# Ebrach
Ebrach település Németországban, azon belül Bajorországban. Lakosainak száma 1845 fő (2023. december 31.).

## Népesség
A település népessége az elmúlt években az alábbi módon változott:
| Lakosok száma | 889  | 1796 | 2199 | 1855 | 1830 | 1813 | 1820 | 1848 | 1934 | 1845 |
|               | 1875 | 1950 | 1975 | 2011 | 2013 | 2014 | 2016 | 2018 | 2021 | 2023 |